# Adesmia darapskyana
Adesmia darapskyana är en ärtväxtart som beskrevs av Rodolfo Amando Philippi. Adesmia darapskyana ingår i släktet Adesmia och familjen ärtväxter. Inga underarter finns listade i Catalogue of Life.